# Villa García
Villa García é um município do estado de Zacatecas, no México. Possui uma área de aproximadamente 324 km² e está localizada a uma distância de 139 km da capital do estado.

## História
Em 18 de junho de 1861, o decreto do Congresso Estadual foi ratificado pelo governador Miguel Auza, no qual é erguido o município de Villa García, composto pelas fazendas de Agostadero, Los Campos, El Lobo, La Concepción e San Marcos, tendo uma extensão territorial de 64 léguas quadradas.

## Comunidades
As comunidades, que fica a pouco mais de 3 km da atual capital municipal, possuem entre as suas principais atividades econômicas, a agricultura e a pecuária.[carece de fontes?]